# Real Ordem Guélfica
A Real Ordem Guelfica (inglês:The Royal Guelphic Order), também conhecida como a Ordem Guélfica Hanoveriana (inglês: Hanoverian Guelphic Order), foi uma ordem de cavalaria britânica, instituída em 28 de abril de 1815 pelo Príncipe Regente (depois Jorge IV). Já não é conferida desde a morte do rei Guilherme IV em 1837, quando findou a união entre o Reino Unido e Hanôver. A ordem tinha esse nome em homenagem à Casa de Welph.
A Ordem incluía duas Divisões, Civil e Militar. E tinha três classes, em ordem decrescente de importância: 
- Cavaleiro-Grã-Cruz (GCH)
- Cavaleiro-Comendador (KCH)
- Cavaleiro (KH)